# 육군종합군수학교
육군종합군수학교(陸軍綜合軍需學校, Army Consolidated Logistics School)는 대전광역시 유성구 자운대에 위치한 대한민국 육군의 군사 학교이다.

## 역사
육군종합군수학교가 설립되기 이전에는 각각 육군병기학교(1948년 10월 5일)와 육군병참학교(1949년 5월 1일)가 있었으며 이 두 군사교육기관은 한국 전쟁 전란 중이던 1950년 11월 29일을 기하여 육군종합군수학교로 통폐합 재개교하였다.
이후 경상남도 진해에 육군수송학교(1953년 4월 20일), 경상남도 창원에 국군의무학교(1954년 3월 1일), 경기도 광주에 육군군수학교(1956년 3월 5일)가 모두 각각 따로 설립이 되었으며 이후 1983년 2월 1일을 기하여 과거에 새로이 설립되었던 각각 기술병과학교인즉 육군기술병기학교(1956년 1월 31일 개교)와 육군기술병참학교(1956년 2월 20일 개교)가 육군기술병과학교(1958년 1월 8일 개교)로 통합되고, 이듬해 1984년 1월 1일에는 육군수송기술학교(1959년 1월 23일 개교) 또한 통합되었다.
1985년 3월 2일을 기하여 육군군수기술학교가 신설되었으며 1986년 3월 2일을 기하여 육군정보통신학교가 신설되었고, 1990년 3월 5일을 기하여 육군군수기술학교가 육군군수관리학교로 개칭되었다.
1996년 10월 1일을 기하여 육군기술병과학교와 육군군수관리학교를 통합하였다. 1998년 6월 5일을 기하여 흩어져 있던 학부가 대전광역시 유성구 추목동에 위치한 군사 주둔지인 자운대로 모였다.
2012년 10월 1일 육군종합군수학교 창설 64주년을 맞이하였다. 종합군수학교는 1948년 10월 5일에 설립된 병기학교의 연대기를 따른다.

## 편성
- 군수교육단, 1955년 4월 4일 창설.
- 수송교육단, 1951년 4월 16일 창설.
  - 제1수송교육연대 - 강원도 홍천군
  - 제2수송교육연대 - 경상북도 경산시
  - 제3수송교육연대 - 경기도 가평군
- 병기교육단, 1946년 7월 1일 창설.
- 병참교육단, 1948년 1월 1일 창설.